# Bedwas, Trethomas and Machen
Bedwas, Trethomas and Machen (en anglais) ou Bedwas, Tretomos a Machen (en gallois) est une communauté du borough de comté de Caerphilly, au pays de Galles.
Comme son nom l'indique, elle se compose des villages de Bedwas, Trethomas (en) et Machen, mais elle comprend aussi Graig-y-Rhacca (en). Au recensement de 2011, elle comptait 10 758 habitants.